# Eden (Maryland)
Eden és una concentració de població designada pel cens dels Estats Units a l'estat de Maryland. Segons el cens del 2000 tenia 793 habitants.

## Demografia
Segons el cens del 2000, Eden tenia 793 habitants, 308 habitatges, i 217 famílies. La densitat de població era de 54,7 habitants/km².
Dels 308 habitatges en un 32,8% hi vivien nens de menys de 18 anys, en un 47,4% hi vivien parelles casades, en un 18,5% dones solteres, i en un 29,5% no eren unitats familiars. En el 24% dels habitatges hi vivien persones soles el 5,5% de les quals corresponia a persones de 65 anys o més que vivien soles. El nombre mitjà de persones vivint en cada habitatge era de 2,57 i el nombre mitjà de persones que vivien en cada família era de 3,03.
Per edats la població es repartia de la següent manera: un 26,9% tenia menys de 18 anys, un 7,2% entre 18 i 24, un 30,1% entre 25 i 44, un 26,4% de 45 a 60 i un 9,5% 65 anys o més.
L'edat mediana era de 37 anys. Per cada 100 dones de 18 o més anys hi havia 86,5 homes.
La renda mediana per habitatge era de 34.408 $ i la renda mediana per família de 34.844 $. Els homes tenien una renda mediana de 21.875 $ mentre que les dones 17.700 $. La renda per capita de la població era de 13.716 $. Entorn del 6,2% de les famílies i el 8,3% de la població estaven per davall del llindar de pobresa.

## Poblacions més properes
El següent diagrama mostra les poblacions més properes.